# Skyrunner World Series 2013
Navigation
2012 2014
Le Skyrunning World Series 2013 est la douzième édition du Skyrunner World Series, compétition internationale de Skyrunning fondée en 2002 par la Fédération internationale de skyrunning. 

## Règlement
Pour 2013, le classement général disparaît au profit des classements des trois séries Sky, Ultra et Vertical.

## Programme

### Sky
| Nom de la course       | Distance | Dénivelé   | Pays       | Date            | Vainqueur     | Vainqueure      |
| ---------------------- | -------- | ---------- | ---------- | --------------- | ------------- | --------------- |
| Zegama-Aizkorri        | 42 km    | 2 736 m D+ | Espagne    | 26 mai 2013     | Kilian Jornet | Emelie Forsberg |
| Marathon du Mont-Blanc | 42 km    | 2 730 m D+ | France     | 30 juin 2013    | Kilian Jornet | Stevie Kremer   |
| Pikes Peak Marathon    | 42 km    |            | États-Unis | 18 août 2013    | Toru Miyahara | Stevie Kremer   |
| Matterhorn Ultraks 46K | 46 km    | 3 600 m D+ | Suisse     | 24 août 2013    | Kilian Jornet | Emelie Forsberg |
| Limone Extreme         | 23 km    | 2 000 m D+ | Italie     | 13 octobre 2013 | Kilian Jornet | Stevie Kremer   |

### Ultra
| Nom de la course     | Distance | Dénivelé    | Pays       | Date(s)           | Vainqueur      | Vainqueure       |
| -------------------- | -------- | ----------- | ---------- | ----------------- | -------------- | ---------------- |
| Transvulcania        | 83 km    | 4 400 m D+  | Espagne    | 11 mai 2013       | Kilian Jornet  | Emelie Forsberg  |
| Ronda dels Cims      | 178 km   | 12 200 m D+ | Andorre    | 21 juin 2013      | Julien Chorier | Francesca Canepa |
| Ice Trail Tarentaise | 65 km    | 4 900 m D+  | France     | 14 juillet 2013   | Kilian Jornet  | Emelie Forsberg  |
| Speedgoat 50K        | 42 km    | 4 530 m D+  | États-Unis | 27 juillet 2013   | Sage Canaday   | Stephanie Howe   |
| UROC                 | 100 km   | 4 300 m D+  | États-Unis | 28 septembre 2013 | Rob Krar       | Emelie Forsberg  |

### Vertical
| Nom de la course                  | Distance | Dénivelé   | Pays    | Date             | Vainqueur          | Vainqueure       |
| --------------------------------- | -------- | ---------- | ------- | ---------------- | ------------------ | ---------------- |
| Elbrus Vertical                   |          | 1 000 m D+ | Russie  | 7 mai 2013       | Marco Facchinelli  | Larisa Soboleva  |
| Cara Amon Vertical                | 4,5 km   | 1 350 m D+ | Espagne | 18 mai 2013      | Urban Zemmer       | Laura Orgué      |
| Kilomètre Vertical du Mont-Blanc  | 3,8 km   | 1 000 m D+ | France  | 28 juin 2013     | Saul Antonio Padua | Christel Dewalle |
| Gerania Vertical                  | 5,8 km   | 1 000 m D+ | Grèce   | 8 septembre 2013 | Nejc Kuhar         | Vanesa Ortega    |
| Limone Extreme Vertical Kilometer | 3,08 km  | 1 080 m D+ | Italie  | 11 octobre 2013  | Urban Zemmer       | Laura Orgué      |